# Buffalo rifle

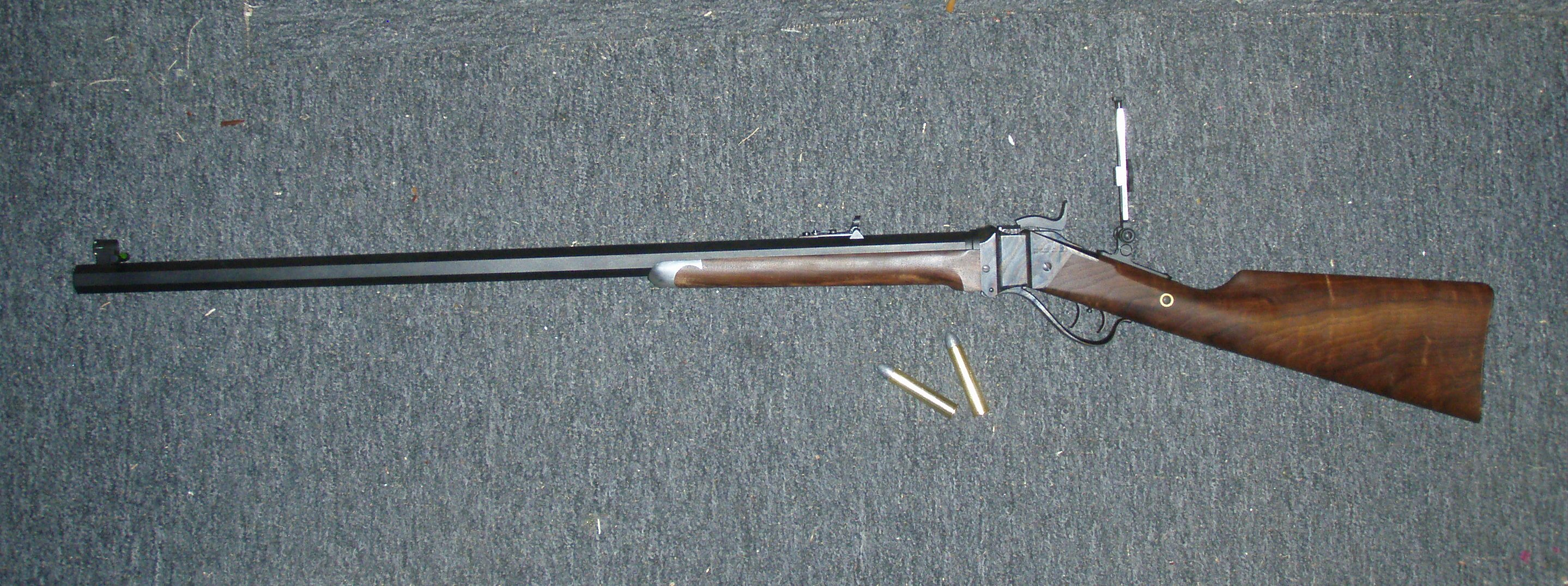
Um dos Buffalo rifle mais famosos, o Shiloh Sharps 1874.

Buffalo rifle é um jargão em inglês para designar armas de fogo usando cartuchos de pólvora negra e grosso calibre, geralmente de tiro único, que foram usadas para caçar o Bisão-americano (ou "búfalo") até quase a extinção no final do século XIX. 

## Os rifles originais
Três tipos de rifles em particular foram usados por caçadores de búfalo profissionais, a saber: o rifle Sharps; o rifle Springfield e o rifle Remington No.1, também conhecido simplesmente como "Remington Rolling Block". Desses, o Sharps era o favorito entre os caçadores por causa de sua precisão em longa distância.